# Eurométropole Tour 2017
L' Eurométropole Tour 2017 va ser la, 77a edició de l'Eurométropole Tour, es va disputar el diumenge 1 d'octubre de 2017, entre La Louvière i Tournai, sobre un recorregut de 188,6 kilòmetres.
El vencedor final fou l'italià Daniel McLay (Fortuneo-Oscaro), que s'imposà a l'esprint final.

## Equips
| WorldTeams (6)- Lotto NL-Jumbo - AG2R La Mondiale - BMC Racing Team - Lotto-Soudal - Quick-Step Floors - Katusha-Alpecin Equips continentals professionals (9)- Aqua Blue Sport - Cofidis, Solutions Crédits - Direct Énergie - Fortuneo-Oscaro - Roompot-Nederlandse Loterij - Sport Vlaanderen-Baloise - Verandas Willems-Crelan - Wanty-Groupe Gobert - WB-Veranclassic-Aqua Protect Equips continentals (7)- AGO-Aqua Service - Armée de terre - Cibel-Cebon - Pauwels Sauzen-Vastgoedservice - Roubaix Lille Métropole - T.Palm-Pôle Continental Wallon - Tarteletto-Isorex |
| |

## Classificació final
| \| Classificació general \| Classificació general \| Classificació general \| Classificació general \| Classificació general \| \| Corredor \| Corredor \| Equip \| Temps \| \| \| --------------------- \| --------------------- \| ---------------------------- \| --------------------- \| --------------------- \| \| 1r \| Daniel McLay \| Fortuneo-Oscaro \| 4h 20' 20" \| \| \| 2n \| Kenny Dehaes \| Wanty-Groupe Gobert \| + 0" \| \| \| 3r \| Anthony Turgis \| Cofidis, Solutions Crédits \| + 0" \| \| \| 4t \| Jasper De Buyst \| Lotto-Soudal \| + 0" \| \| \| 5è \| Jean-Pierre Drucker \| BMC Racing Team \| + 0" \| \| \| 6è \| Oliver Naesen \| AG2R La Mondiale \| + 0" \| \| \| 7è \| Maxime Vantomme \| WB-Veranclassic-Aqua Protect \| + 0" \| \| \| 8è \| Dries Van Gestel \| Sport Vlaanderen-Baloise \| + 0" \| \| \| 9è \| Baptiste Planckaert \| Katusha-Alpecin \| + 0" \| \| \| 10è \| Amund Grøndahl Jansen \| LottoNL-Jumbo \| + 0" \| \| |                       |                              |            |
| |                       |                              |            |
| Font: ProCyclingStats |                       |                              |            |
| Classificació general |                       |                              |            |
| Corredor | Corredor              | Equip                        | Temps      |
| 1r | Daniel McLay          | Fortuneo-Oscaro              | 4h 20' 20" |
| 2n | Kenny Dehaes          | Wanty-Groupe Gobert          | + 0"       |
| 3r | Anthony Turgis        | Cofidis, Solutions Crédits   | + 0"       |
| 4t | Jasper De Buyst       | Lotto-Soudal                 | + 0"       |
| 5è | Jean-Pierre Drucker   | BMC Racing Team              | + 0"       |
| 6è | Oliver Naesen         | AG2R La Mondiale             | + 0"       |
| 7è | Maxime Vantomme       | WB-Veranclassic-Aqua Protect | + 0"       |
| 8è | Dries Van Gestel      | Sport Vlaanderen-Baloise     | + 0"       |
| 9è | Baptiste Planckaert   | Katusha-Alpecin              | + 0"       |
| 10è | Amund Grøndahl Jansen | LottoNL-Jumbo                | + 0"       |